# EMW R1/53
EMW R1/53 – samochód wyścigowy zaprojektowany przez Waltera Gerstenberga i skonstruowany przez EMW w 1953 roku. Brał udział głównie w wyścigach Formuły 2, wziął też udział w Grand Prix Niemiec Formuły 1.

## Charakterystyka
Na początku lat 50. w NRD powstał wspierany przez rząd zespół wyścigowy o nazwie Rennkollektiv. W 1953 roku Rennkollektiv stał się częścią EMW, a jego siedziba została przeniesiona blisko zakładu w Eisenach. Na 1953 rok Rennkollektiv planował zbudować samochód Formuły 2.
Ogólny projekt samochodu przypominał projekt skonstruowanego przez Rennkolektiv samochodu DAMW R1 z 1951 roku. Zaostrzony nos i owalny wlot chłodnicy były dobrymi rozwiązaniami, ale zmartwieniem dla EMW pozostawały prowadzenie i stabilność pojazdu.
W konstrukcji przedniego zawieszenia górne wahacze zostały przyłączone do resora, by odciążyć resory od potrzeby operowania całym zawieszeniem; to rozwiązanie dodało przodowi samochodu stabilności. Tylne zawieszenie zostało usztywnione i nadal było podobne do zawieszenia zastosowanego w BMW 328.
Nadwozia samochodu było dość płynne. W górnej części osłony silnika pozostał wlot powietrza do gaźników wpuszczający powietrze do dwulitrowego, wzdłużnie umiejscowionego sześciocylindrowego silnika opartego na jednostce BMW. Moc sięgająca 135 KM była znacznie niższa od 150-konnych silników stosowanych w Ferrari 500 i Maserati A6SSG.
Oprócz zwiększenia mocy, niewiele zmieniono w samochodzie. Przesunięto pozycję kierowcy tak, że tuż po swojej prawej stronie miał zbiornik paliwa. Samochód był tak zaprojektowany, że po dodaniu kilku niezbędnych elementów (m.in. reflektorów) mógłby służyć jako samochód sportowy.

## R1/53 w wyścigach
W 1953 roku samochód był dosyć konkurencyjny, dominując w Mistrzostwach Formuły 2 NRD.
Z wyjątkiem odpadnięcia z pierwszego wyścigu sezonu, podczas rundy w Karl-Marx-Stadt (awaria magneto), kierowca zespołu, Edgar Barth, był niepokonany w mistrzostwach, wygrywając w Dessau, Halle, Dreźnie i na Sachsenringu, dzięki czemu zdobył tytuł mistrzowski.
W wyścigach rozgrywanych w RFN samochód nie był już tak konkurencyjny. Najlepszym jego rezultatem było piąte miejsce w Eifelrennen. Na AVUS i podczas Grand Prix Niemiec R1/53 nie dojechał do mety.
Następcą samochodu był model R2, który wziął udział w jednym wyścigu Formuły 2 w NRD i który planowano wystawić w Grand Prix Niemiec 1954, do czego nie doszło.

## Wyniki w Formule 1
| Legenda oznaczeń w tabelach wyników Wyświetl szablon na nowej stronie | Legenda oznaczeń w tabelach wyników Wyświetl szablon na nowej stronie                                                                     |
| Oznaczenie                                                            | Wyjaśnienie |
| --------------------------------------------------------------------- | --- |
| Złoty                                                                 | Zwycięzca lub mistrzostwo |
| Srebrny                                                               | 2. miejsce lub wicemistrzostwo |
| Brązowy                                                               | 3. miejsce lub II wicemistrzostwo |
| Zielony                                                               | Ukończył, punktował (w klasyfikacji generalnej, gdy zdobył co najmniej jeden punkt na przestrzeni sezonu, poza trzema powyższymi opcjami) |
| Niebieski                                                             | Ukończył, nie punktował (w klasyfikacji generalnej, gdy nie zdobył co najmniej jednego punktu na przestrzeni sezonu)                      |
| Czerwony                                                              | Nie zakwalifikował się (NZ) |
| Czerwony                                                              | Nie prekwalifikował się (NPK) |
| Różowy                                                                | Nie ukończył (NU) |
| Różowy                                                                | Niesklasyfikowany (NS) (w klasyfikacji generalnej, gdy nie został sklasyfikowany w żadnym wyścigu sezonu)                                 |
| Czarny                                                                | Zdyskwalifikowany (DK) |
| Czarny                                                                | Wykluczony (WYK/EX) |
| Biały                                                                 | Nie wystartował (NW) |
| Biały                                                                 | Kontuzjowany (K/INJ) |
| Biały                                                                 | Wyścig odwołany (OD/C) |
| Bez koloru                                                            | Został wycofany (WYC/WD) |
| Bez koloru                                                            | Nie przybył (NP/DNA) |
| Bez koloru                                                            | Nie brał udziału w treningach (NT/DNP) |
| Bez koloru                                                            | Nie został zgłoszony (–) |
| Pogrubienie                                                           | Start z pole position |
| Kursywa                                                               | Najszybsze okrążenie wyścigu |
| †                                                                     | Nie ukończył, ale jego rezultat został zaliczony ze względu na przejechanie więcej niż 90% dystansu wyścigu.                              |
| *                                                                     | Sezon w trakcie |
| 1/2/3                                                                 | Punktowana pozycja w sprincie kwalifikacyjnym                                                                                             |
| Lista systemów punktacji Formuły 1                                    | |

| Sezon | Zespół            | Silnik | Opony | Kierowca    | 1   | 2   | 3   | 4   | 5   | 6   | 7   | 8   | 9   | Pkt. | Msc. |
| ----- | ----------------- | ------ | ----- | ----------- | --- | --- | --- | --- | --- | --- | --- | --- | --- | ---- | ---- |
| 1953  | Rennkollektiv EMW | EMW R6 | D     |             | ARG | 500 | NLD | BEL | FRA | GBR | DEU | CHE | ITA | 0    | –*   |
| 1953  | Rennkollektiv EMW | EMW R6 | D     | Edgar Barth |     |     |     |     |     |     | NU  |     |     | 0    | –*   |

* Przed 1958 rokiem nie przyznawano punktów w klasyfikacji konstruktorów.